# جوسيه رينالدو تافاريس
جوسيه رينالدو تافاريس (مواليد 19 مارس 1939) مهندس وسياسي برازيلي. شغل منصب حاكم مارانهاو من 2002 إلى 2007. كان وزيراً للنقل (1986-1990) في حاكمية ولاية سارني. يعمل تافاريس كنائب فيدرالي.